# Paul F. Tompkins

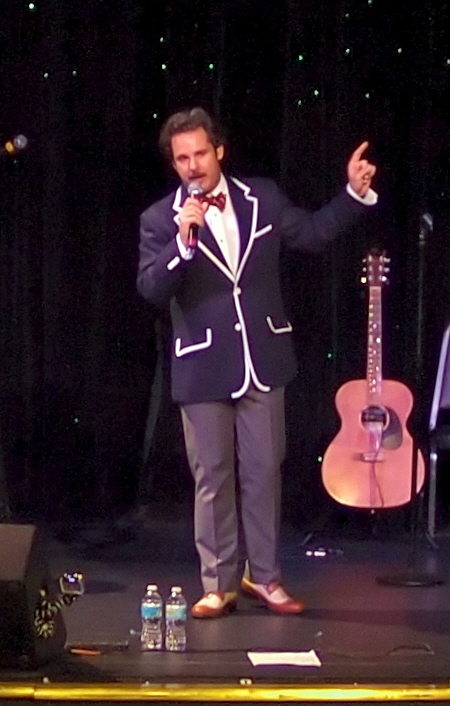
Paul F. Tompkins (2012)

Paul Francis Tompkins (* 12. September 1968 in Philadelphia, Pennsylvania) ist ein US-amerikanischer Komiker und Schauspieler.

## Leben und Karriere
Tompkins wurde als Sohn einer Rezeptionistin und eines Eisenbahnarbeiters geboren.
1986 begann er mit Stand-up-Comedy bei The Comedy Works in Philadelphia, Pennsylvania, wo er ein  Duo mit dem verstorbenen Rick Roman bildete. 1994 zog er nach Los Angeles. Durch seinen Freund Adam McKay lernte er Schauspielkollege Jay Johnston kennen und gründete die Live-Sketch-Show The Skates.
Tompkins hatte Rollen in Fernsehserien wie zum Beispiel Frasier, Weeds – Kleine Deals unter Nachbarn oder Pushing Daisies. 2007 spielte er neben Daniel Day-Lewis im Filmdrama There Will Be Blood die Rolle des Prescott. 2009 spielte er neben Matt Damon, Melanie Lynskey und Ann Cusack im Biografie-Comedy-Krimifilm Der Informant! die Rolle des FBI Special Agent Anthony D'Angelo. In der Netflix-Animationsserie BoJack Horseman sprach er von 2014 bis 2020 im Original Mr. Peanuttbutter.
Seit dem 24. April 2010 ist Tompkins mit Schauspielkollegin Janie Haddad Tompkins verheiratet.

## Filmografie (Auswahl)
- 1995–1998: Mr. Show with Bob and David (Fernsehserie)
- 1996: Desert
- 1996: Mr. Show with Bob and David: Fantastic Newness (Fernsehfilm)
- 1996: Sham (Kurzfilm)
- 1996: Not Necessarily the Election (Fernsehserie)
- 1997: Skins (Kurzfilm)
- 1997–2000: Tenacious D (Fernsehserie)
- 1998: Mr. Show and the Incredible, Fantastical News Report (Fernsehfilm)
- 1998: Win a Date (Kurzfilm)
- 1998: Pulp Comics: Margaret Cho (Fernsehfilm)
- 1998: Jack Frost – Der coolste Dad der Welt! (Jack Frost)
- 1999: NewsRadio (Fernsehserie)
- 1999: Dr. Katz, Professional Therapist (Fernsehserie)
- 2000: Sham
- 2000: The Peter Principle
- 2000–2001: DAG (Fernsehserie)
- 2002: Run Ronnie Run
- 2002: The Late Late Show with Craig Kilborn (Fernsehserie)
- 2003: Frasier (Fernsehserie)
- 2004: Nerd Hunter 3004 (Kurzfilm)
- 2004: Last Laugh '04 (Fernsehfilm)
- 2005: King of the Hill (Fernsehserie)
- 2006: Channel 101 (Fernsehfilm)
- 2006: Kidney Thieves (Kurzfilm)
- 2006: Kings of Rock – Tenacious D
- 2007: 1321 Clover (Fernsehfilm)
- 2007: Weeds – Kleine Deals unter Nachbarn (Weeds, Fernsehserie)
- 2007: There Will Be Blood
- 2008: The Scariest Show on Television (Fernsehfilm)
- 2008: Pushing Daisies (Fernsehserie)
- 2008: Atom TV (Fernsehserie)
- 2009: Der Informant! (The Informant!)
- 2010: Drones
- 2010: Aqua Teen Hunger Force (Fernsehserie)
- 2010: Used Used Car Lot (Kurzfilm)
- 2010: True Jackson, VP (Fernsehserie)
- 2010: Pretend Time (Fernsehserie)
- 2010: Community (Fernsehserie)
- 2011: Raising Hope (Fernsehserie)
- 2011: Lass es, Larry! (Curb Your Enthusiasm, Fernsehserie)
- 2011: T Is for Tantrum (Kurzfilm)
- 2011: Up All Night (Fernsehserie)
- 2014–2020: BoJack Horseman (Animationsserie, Stimme von Mr. Peanutbutter)
- seit 2020: Criminal Minds (Fernsehserie)
- 2020–2023: Star Trek: Lower Decks (Fernsehserie, Stimme)
- 2024: Make Some Noise (Webserie, Episode 3x04)
- 2025: Der freundliche Spider-Man aus der Nachbarschaft (Your Friendly Neighborhood Spider-Man, Fernsehserie, Stimme)